# 필로칼리아

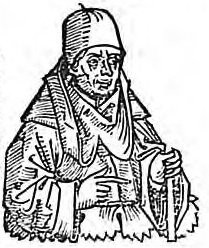

필로칼리아(그리스어: φιλοκαλία "아름다운", "좋은", "사랑")는 성령에 의해 4세기부터 15세기 사이에 쓰여진 문서 모음을 의미한다. 동방 정교회의 헤시카주의 전통에 따라 "명상적인 삶의 실천"이라는 의미에서 사제들의 지도와 가르침을 위해 쓰여졌다. 문서들은 주로 18세기에 거룩한 산의 성 니코데모스와 코린토스의 성 마카리오스에 의해 수집되었다.
이 작품들은 필로칼리아에 포함되기 전에 그리스 정교회의 기독교 수도원 문화에서 개별적으로 알려졌지만 이들 문서 모음에 포함된 사람들은 여러 언어로의 번역으로 인해 훨씬 더 많은 독자층을 갖게 되었다. 초기에 제작된 번역본은 1793년 파이시 벨리치콥스키(러시아어: Паисий Величковский)의 교회 슬라브어 번역본, 1857년 이그나티 브랸차니노프(러시아어: Игнатий Брянчанинов)의 러시아어 번역본, 1877년 페오판 자트보르니크(러시아어: Феофан Затворник)의 5권짜리 러시아어 번역본이 있다. 이들 문서는 루마니아어, 이탈리아어, 프랑스어, 독일어, 스페인어, 핀란드어, 아랍어로 번역되었다.

## 같이 보기
- 누스